# Epigynopteryx tenera
Epigynopteryx tenera là một loài bướm đêm trong họ Geometridae.